# Бертлинг, Оле
Оле Бертлинг (швед. Olle Bærtling, род. 6 декабря 1911 г. Хальмстад — ум. 2 мая 1981 г. Стокгольм) — шведский скульптор и художник-абстракционист.

## Жизнь и творчество
Оле Бертлинг получил художественное образование в Париже, обучаясь в 1948 году у Фернана Леже и Андре Лота. В 1950 году он знакомится с Огюстом Эрбеном и вступает в ассоциацию абстракционистов «Салон „Новая реальность“». В этот период его привлекает взаимодействие и взаимовлияние искусства и архитектуры, поэтому в 1952 году художник становится одним из основателей группы Espace, а позднее вступает в объединение художников, примыкавших к парижской галерее Дени Рене.
Начиная с 1950 года Оле Бертлинг создаёт и развивает свой оригинальный геометрически-нефигуративный стиль и, с 1954 года, пишет полотна так называемых «открытых форм», полноцветные геометрические абстракции, в которых часто на ярком фоне встречаются усечённые треугольники чёрного или контрастного цветов. Оле Бертлинг является также автором многочисленных абстрактных скульптур. Он много работал совместно с архитектором Давидом Хелденом.
Значительное количество картин Оле Бертлинга хранится в стокгольмском Музее современного искусства.